# 通羅站
通羅站（音素換寫：S̄t̄hānī thxngh̄l̀x，皇家轉寫：Sathani Thong Lo，發音：[sā.tʰǎː.nīː tʰɔ̄ːŋ lɔ̀ː]）位於泰國首都曼谷拍崑崙縣，鄰近素坤逸路之素坤逸53街及55街（通羅街），是曼谷BTS（高架電車）素坤逸線的車站，車站編號為E6。許多日本人及西人在這裡居住，有許多豪華公寓、商店和餐廳，其中日本式的為主。

## 鄰近地點
- 素坤逸路
  - 素坤逸38街（訕滴戌街）：
    - 訕滴戌郵政局（Santi Suk Post Office）：出口2

  - 素坤逸49街（岡街）：
    - 曼谷醫院國際醫療服務中心（Bangkok Hospital Medical Center）
    - 集醫素坤逸醫院（Samitivej Sukhumvit Hospital）

  - 素坤逸55街（通羅街）：
    - Aiyara泰語學校（Aiyara Thai Language School）
    - 天然素食館（Tian Yam Vegetarian）
    - Grand Tower Inn：兩星旅社
    - 烏茲別克駐泰國大使館

  - 通羅2街
    - 55商業中心

  - 通羅01街（乍能戌街）
  - 通羅13街：
    - 哈根達斯：冰淇淋店

  - 通羅16街：
    - 文吉堂：供應海南雞飯的餐館

  - 通羅18街：
    - 通羅警察局

  - 通羅20街（政莊街）：
    - 通羅（Jhonglo）朝鮮菜館

  - 通羅25街：
    - 天主教靈醫會醫院（Camillian Hospital）

## 外部連結
- 曼谷集體運輸系統（高架電車）的官方網站
- 曼谷醫院國際醫療服務中心的官方網站
- 集醫素坤逸醫院的官方網站[永久]
- 通羅朝鮮菜館的官方網站 （页面存档备份，存于）
- 天主教靈醫會醫院的官方網站